# A.J. McCarron
Raymond Anthony McCarron Jr., detto A.J. (Mobile, 13 settembre 1990), è un giocatore di football americano statunitense che gioca nel ruolo di quarterback, attualmente free agent. Fu scelto nel corso del quinto giro (164º assoluto) del Draft NFL 2014 dai Cincinnati Bengals. Al college giocò a football all'Università dell'Alabama con i quali, primo quarterback nell'era BCS, ha vinto per due anni di fila il BCS National Championship Game.

## Carriera universitaria
Dopo aver giocato a football per la Saint Paul's Episcopal School della sua città natale, Mobile, ai tempi della quale fu convocato per giocare nell'U.S. Army All-American Bowl, McCarron decise di giocare per l'Università dell'Alabama.

### 2010
Redshirt nel 2009 (poteva allenarsi ma non disputare incontri ufficiali), mentre Alabama andava a conquistare il BCS Championship 2010 ai danni dei Texas Longhorns, l'anno seguente McCarron prese parte a 9 incontri, mettendo a referto il primo passaggio da touchdown nell'incontro d'apertura della stagione contro San Jose State, quando nel secondo quarto mandò a segno Julio Jones con un passaggio da 29 yard. Durante la sua prima stagione ha messo a referto un totale di 329 yard passate e 3 touchdown.

### 2011

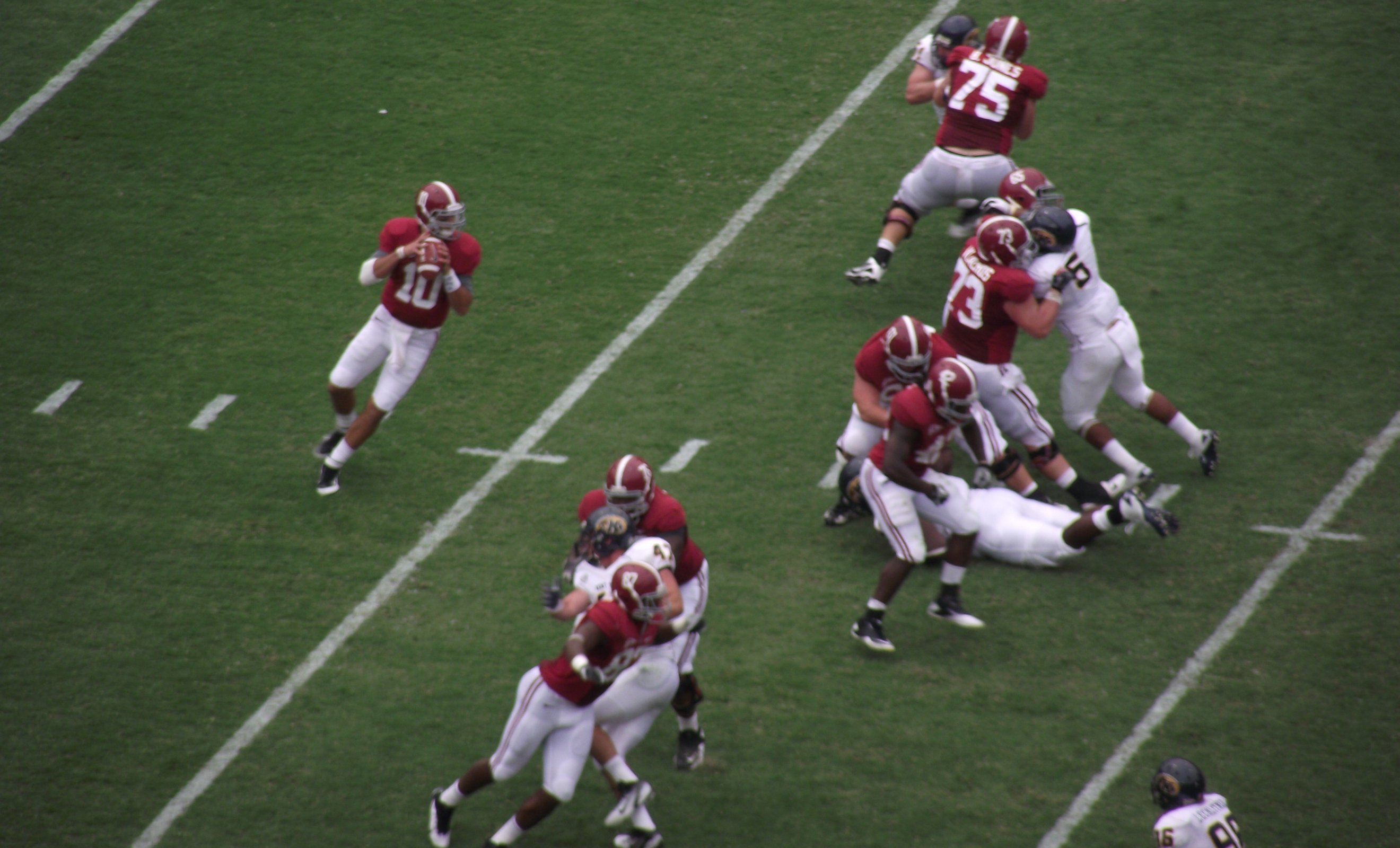
McCarron (#10) contro Kent State nel primo match da titolare in carriera.

Nel 2011, dopo un'intensa competizione in primavera con il collega Phillip Sims, McCarron divenne il quarterback co-titolare dei Crimson Tide nel match di apertura della stagione contro Kent State, in seguito al quale divenne poi il titolare di fatto. Nella sua prima uscita come titolare guidò subito Alabama ad una netta vittoria per 48-7 con una prestazione da 226 yard lanciate, 1 touchdown e 2 intercetti. La prima gara in trasferta venne la settimana seguente, quanto i Crimson Tide volarono in Pennsylvania per affrontare i Penn State Nittany Lions che sconfissero, grazie ad una prestazione da 163 yard lanciate e nessun turnover da parte di McCarron, in quella che fu l'ultima sconfitta dei Nittany Lions con alla guida il loro leggendario capo-allenatore Joe Paterno. Alla fine McCarron aveva guidato Alabama ad un record stagionale di 11-1, incluso il 7-1 di conference, con l'unica sconfitta stagionale che avvenne per mano degli LSU Tigers, che all'overtime ebbero ragione dei Crimson Tide per 6-9. La rivincita arrivò il 9 gennaio 2012, quando, con una prestazione da 234 yard e nessun intercetto che gli valse il titolo di Offensive MVP, McCarron guidò Alabama ad una vittoria per 21-0 ed al BCS National Championship. McCarron chiuse quindi la stagione con un totale di 2634 yard lanciate per 16 touchdown e 5 intercetti.

### 2012
Il 2012 fu un'altra annata trionfale per i Crimson Tide e McCarron, che nelle prime 5 partite della stagione regolare passò per 999 yard, 12 touchdown e nessun intercetto. Nel contempo l'ottimo inizio di stagione, che vide inoltre un'altra vittoria ai danni di LSU, pose McCarron in evidenza per un posto tra i finalisti del prestigiosissimo Heisman Trophy. Alla decima giornata arrivò il primo intercetto stagionale per McCarron e di pari passo la prima sconfitta per Alabama per 29-24 contro i Texas A&M dell'eventuale vincitore dell'Heisman Trophy Johnny Manziel. Nella medesima gara McCarron mise inoltre a referto un secondo intercetto quando mancavano meno di due minuti al termine. Nelle rimanenti 3 gare arrivarono quindi altrettante vittorie e soprattutto il titolo di conference nel SEC Championship Game vinto da Alabama contro Georgia per 32-28 cui fece seguito l'accesso al 2013 BCS National Championship. Nel frattempo, il 12 dicembre McCarron annunciò che non si sarebbe reso selezionabile al Draft NFL 2013 e che quindi sarebbe rimasto ancora un anno in Alabama per terminare la sua carriera universitaria. Il 7 gennaio 2013 arrivò il giorno del BCS National Championship Game, in cui i Crimson Tide si trovarono a fronteggiare i Fighting Irish dell'Università di Notre Dame, guidati dalla loro difesa, che aveva nel finalista dell'Heisman Trophy Manti Te'o il leader carismatico, ad un record di 12-0 nella stagione regolare. Ciò nonostante Alabama si impose con un netto 42–14 grazie anche alle 264 yard per 4 touchdown passati da McCarron che divenne così il primo quarterback nell'era BCS a vincere per due anni di fila il titolo di campione nazionale.

### 2013

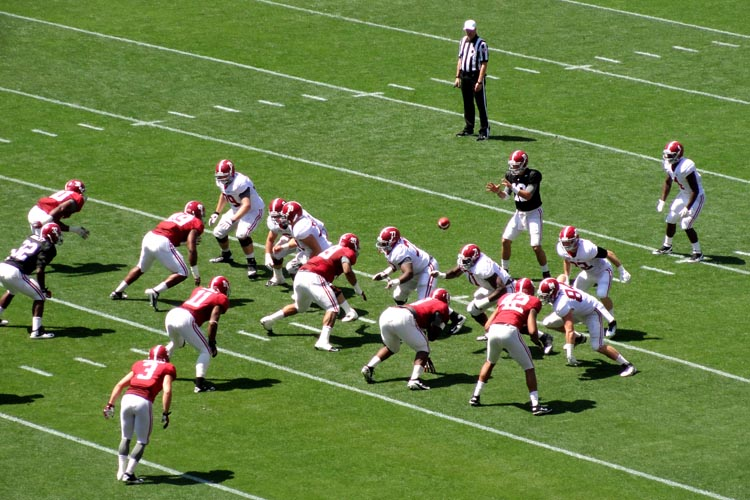
McCarron (in nero) durante un allenamento di preparazione alla stagione 2013.

Nel 2013 Alabama si confermò nuovamente una delle migliori squadre del panorama collegiale nazionale, guidata da un McCarron che tuttavia faticò non poco nella gara di apertura stagionale (limitato da un'unghia del piede incarnita) in cui completò solamente 10 tentativi di passaggio su 23 per 110 yard, un touchdown ed un intercetto ed un passer rating di appena 89,3, sufficienti comunque ai Crimson Tide per battere 35-10 i Virginia Tech Hokies. La settimana seguente fu protagonista del duello a distanza con la stella dei Texas A&M Aggies Johnny Manziel, nel quale riuscì a non sfigurare con una prestazione da 20 tentativi di passaggio completati su 29 per 334 yard e 4 touchdown che consentirono ai Crimson Tide di cogliere il secondo successo stagionale per 49-42. Da quel momento in poi per i Crimson Tide arrivarono solo vittorie in scioltezza grazie anche al proprio quarterback capace di viaggiare su numeri leggermente inferiori a quelli del 2012 ma comunque molto buoni tanto che dalla settimana 5 alla settimana 9 inanellò 5 incontri senza intercetti, per 1159 yard passate e 11 touchdown. I Crimson Tide arrivarono così all'ultima gara stagionale, in casa degli Auburn Tigers, con 11 vittorie su 11 all'attivo, ma non poterono evitare la prima sconfitta della stagione regolare, contro un avversario capace di far sua la partita grazie ad un field goal sbagliato da Bama e ritornato in touchdown per 109 yard, definito dai media "Immaculate Deflection" (in relazione all'episodio della Immaculate Reception accaduto decenni prima in NFL). McCarron, che fino a quel momento aveva guidato Alabama a ben 36 vittorie consecutive, disputò comunque una solida prova mettendo a referto 17 completi su 29 per 277 yard e 3 touchdown, l'ultimo dei quali fu un passaggio da ben 99 yard per il proprio wide receiver Amari Cooper, chiudendo così l'annata con 207 passaggi completati su 306 per 2676 yard, 26 touchdown ed un passer rating pari a 165,9, che consentirono ad Alabama di ottenere un posto nella finale per prestigioso Sugar Bowl, perso 45-31 contro gli Oklahoma Sooners. In quella partita McCarron, che toccò il massimo stagionale di 387 yard passate con 19 passaggi completati su 30 per due touchdown, lanciò anche 2 intercetti oltre a commettere un fumble nel minuto finale ritornato in touchdown da Oklahoma. Al termine dell'incontro egli si assunse la totale responsabilità della sconfitta, dicendo: "Addossatela a me. Ho commesso due turnover che (Oklahoma) ha chiuso segnando 14 punti, e noi abbiamo perso di 14 punti. È il football. Succede. Vorrei non fosse accaduto, ma incasso sicuramente la sconfitta e mi assumo sicuramente la colpa, perché molta di essa è probabilmente colpa mia". Con quest'ultima gara McCarron ritoccò il proprio record ateneo di yard passate in carriera stabilito il 9 novembre contro LSU e stabilì il nuovo record di yard passate in una singola stagione da un quarterback dell'Università di Alabama, portandoli rispettivamente a 9.019 e 3.063 yard.
Al termine della stagione regolare, nel mese di dicembre McCarron vinse il Johnny Unitas Golden Arm Award, premio universitario destinato al miglior senior quarterback del college,, fu inserito nuovamente nel Second-team All-SEC e nel Third-team All-American dall'Associated Press e per la prima volta nel First-team All-American dalla Walter Camp Football Foundation, giunse secondo nelle votazioni dell'Heisman Trophy e fu premiato col Maxwell Award come giocatore universitario dell'anno.

### Statistiche
| Alabama Crimson Tide |          |          |          |          |          |          |          |          |     |       |       |       |       |
| Stagione             | Passaggi | Passaggi | Passaggi | Passaggi | Passaggi | Passaggi | Passaggi | Passaggi |     | Corse | Corse | Corse | Corse |
| Stagione             | Comp     | Ten      | Comp %   | Yard     | Media    | TD       | INT      | RAT      | Ten | Yard  | Media | TD    |       |
| 2010                 | 30       | 48       | 62,5     | 389      | 8,1      | 3        | 0        | 151,2    | 6   | -10   | -1,7  | 0     |       |
| 2011                 | 219      | 328      | 66,8     | 2.634    | 8,0      | 16       | 5        | 147,3    | 30  | -22   | -0,7  | 2     |       |
| 2012                 | 211      | 314      | 67,2     | 2.933    | 9,3      | 30       | 3        | 175,3    | 49  | -10   | -0,2  | 1     |       |
| 2013                 | 226      | 336      | 67,3     | 3.063    | 9,1      | 28       | 7        | 167,2    | 34  | -22   | -0,6  | 0     |       |
| Carriera             | 686      | 1.026    | 65,9     | 9.019    | 8,8      | 79       | 15       | 160,2    | 119 | -64   | -0,5  | 3     |       |

Fonte: ESPN.com

### Vittorie e premi

#### Università
- BCS National Championship Game: 3

Alabama Crimson Tide: 2009, 2011, 2012
- SEC Championship Game: 2

Alabama Crimson Tide: 2009, 2012
- Capital One Bowl: 1

Alabama Crimson Tide: 2010

### Individuale
- Maxwell Award: 1

2013
- Johnny Unitas Golden Arm Award: 1

2013
- Kellen Moore Award: 1

2013
- BCS National Championship Game Offensive MVP: 1

2011
- CFPA Quarterback Trophy: 1

2012
- First-team All-American: 1

2013
- Third-team All-American: 2

2012, 2013
- Second-team All-SEC: 2

2012, 2013

## Carriera professionistica

### Cincinnati Bengals

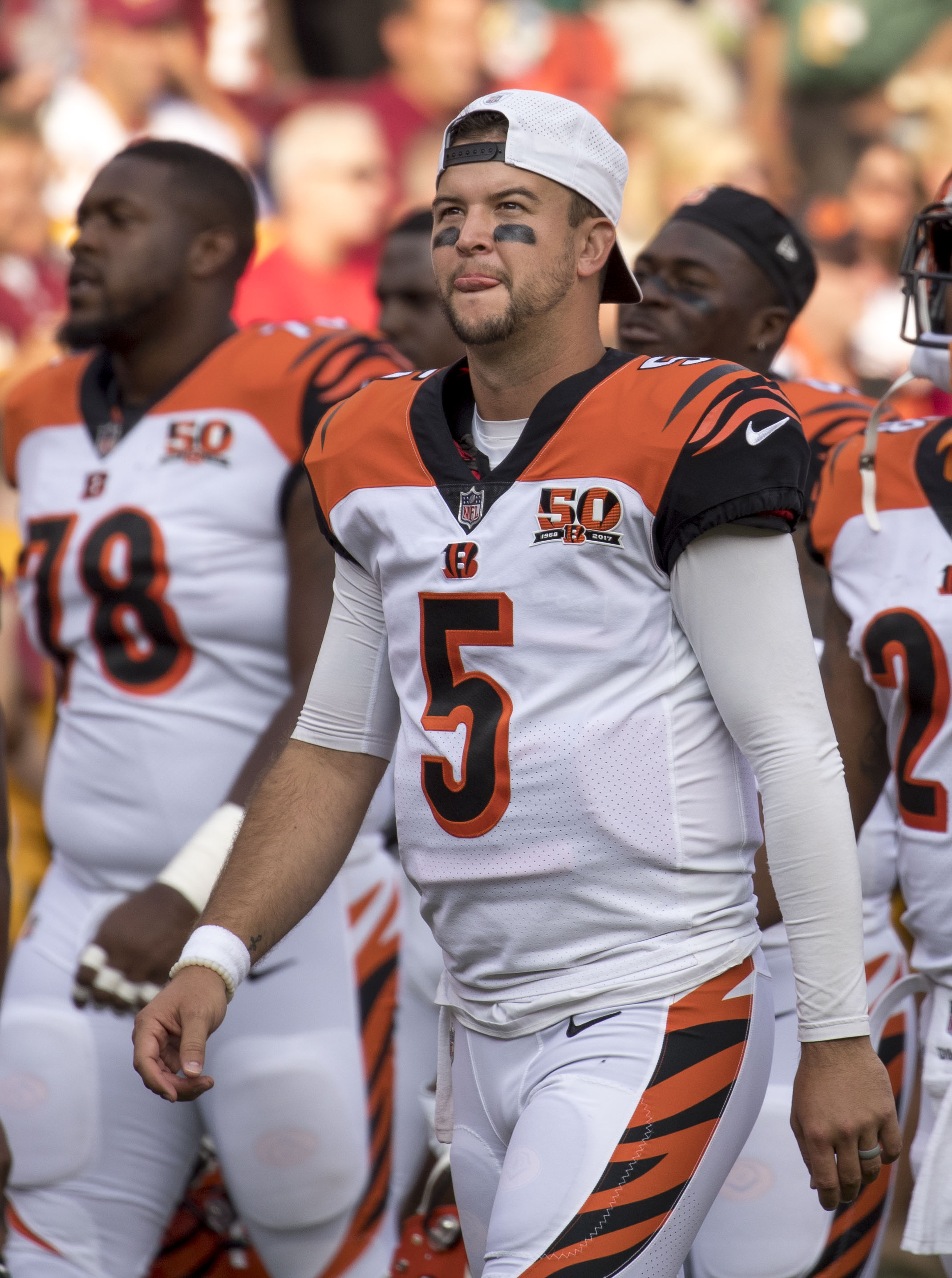
McCarron nel 2017

Durante il corso del 2013 McCarron fu inserito tra i migliori prospetti eleggibili nel Draft NFL 2014, venendo pronosticato per una chiamata al primo giro. Fu invece scelto nel corso del quinto giro come 164º assoluto dai Cincinnati Bengals. Il 22 maggio 2014 McCarron firmò con i Bengals il suo primo contratto da professionista, un quadriennale da 2,4 milioni di dollari di cui 181.652 garantiti alla firma. Nella sua prima stagione fu la riserva di Andy Dalton, non scendendo mai in campo. Debuttò nel finale della gara della gara della settimana 9 della stagione 2015 contro i Browns, senza tentare alcun passaggio. Nel quattordicesimo turno, Dalton si infortunò a un pollice nel primo quarto, così McCarron ebbe per la prima volta la possibilità di disputare quasi tutta la partita. In quella gara passò il primo touchdown in carriera ad A.J. Green, concludendo con 280 yard passate, 2 TD e 2 intercetti subiti nella sconfitta per 20-33 contro gli Steelers.
Con Dalton fuori gioco per il resto della stagione, nella settimana 15 McCarron disputò la prima gara in carriera come titolare, completando 15 passaggi su 21 tentativi per 196 yard e un touchdown nella vittoria per 24-14 sui San Francisco 49ers. Fu il primo quarterback ad avere giocato al college ad Alabama a portare la sua squadra alla vittoria dal 1987. Dopo una sconfitta con gli Steelers, nell'ultimo turno della stagione regolare, McCarron superò una partenza lenta passando due touchdown nella vittoria sui Ravens, la dodicesima stagionale di Cincinnati, pareggiando il record di franchigia del 1981 e 1988. La sua stagione regolare si chiuse con 854 yard passate, 6 touchdown passati e 2 intercetti subiti. Nel primo turno di playoff in casa contro gli Steelers, McCarron passò 212 yard, un touchdown e un intercetto, subendo tre fumble, nella sconfitta per 18-16. Nel 2016 invece giocò solamente uno scampolo di partita.

### Buffalo Bills

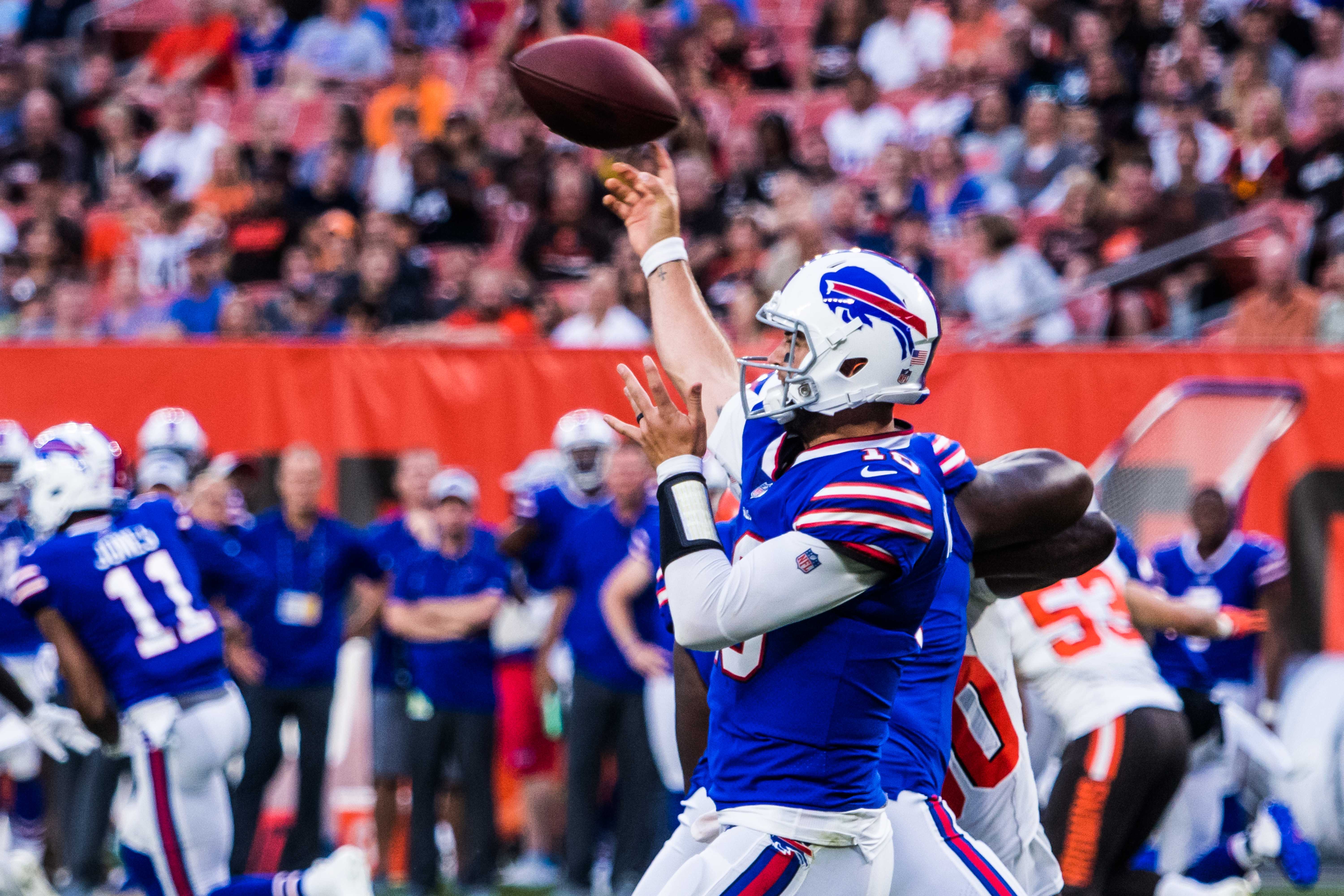
A.J. McCarron contro i Cleveland Browns nella pre-stagione 2018

Il 14 marzo 2018 McCarron firmò un contratto biennale con i Buffalo Bills. Avrebbe dovuto competere per il ruolo di quarterback titolare con Nathan Peterman e il rookie Josh Allen ma subì una frattura a una scapola nella pre-stagione contro i Cleveland Browns, costringendolo a uno stop di 4-6 settimane.

### Oakland Raiders
Il 1º settembre 2018, McCarron fu scambiato con gli Oakland Raiders per una scelta del quinto giro. In quella stagione disputò due gare in cui entrò in sostituzione di Derek Carr. Il 14 marzo 2019 fu svincolato.

### Houston Texans
Il 19 marzo 2019, McCarron firmò con gli Houston Texans un contratto annuale del valore di tre milioni di dollari. Con la squadra già sicura del titolo di division partì come titolare nell'ultimo turno della stagione regolare al posto di Deshaun Watson nella sconfitta contro i Tennessee Titans.
Il 16 marzo 2020, McCarron firmò un rinnovo annuale con i Texans del valore di 4 milioni di dollari.

### Atlanta Falcons
Il 30 aprile 2021 McCarron firmò con gli Atlanta Falcons. Nella seconda gara di pre-stagione si infortunò al legamento crociato anteriore, perdendo tutta l'annata.